# Cicindela cardini
Cicindela cardini – gatunek chrząszcza z rodziny biegaczowatych i podrodziny trzyszczowatych. Występuje endemicznie na Kubie.

## Taksonomia
Gatunek ten opisany został po raz pierwszy w 1916 roku przez Charlesa Williama Lenga i Andrew Johnsona Mutchlera na łamach „Bulletin of the American Museum of Natural History”. Jako lokalizację typową wskazano Contorro na Kubie. Epitet gatunkowy nadano na cześć Patricia Cardina, od którego autorzy opisu otrzymali materiał typowy.

## Morfologia
Chrząszcz o wydłużonym ciele długości od 8,5 do 10 mm.
Głowa jest metalicznie zielona z żółtą wargą górną i głaszczkami, żuwaczkami żółtawymi ze smolistymi wierzchołkami, a czułkami o żółtawych członach od pierwszego do czwartego i smolistoczarnych członach pozostałych. Tak szeroka jak długa warga górna ma brzeg wierzchołkowy węższy od tylnego, z lekkim ząbkiem pośrodkowym i kilkoma przykrawędziowymi szczecinkami. Oczy złożone są silnie wyłupiaste i żółtawe. Między nimi oraz na potylicy występują delikatne rowki, w tyle stające się falistymi i poprzecznymi. Nieliczne białe szczecinki wyrastają między oczami i na policzkach.
Przedplecze jest metalicznie błękitnawozielone, niemal nagie, po bokach jedynie z około dziesięcioma parami białych włosków. Powierzchnię ma poprzecznie marszczoną, przy czym zmarszczki przerywa podłużna, delikatna, głęboka bruzdka środkowa, łącząca się na przedzie i w tyle z poprzecznymi bruzdami przywierzchołkową i przynasadową. Na dnie bruzd silniej zaznacza się połysk niebieski. Boki tułowia są zielone, gęsto i drobno punktowane, zaopatrzone w po sześć słabo zaznaczonych rowków i po sześć białych szczecinek. Pokrywy mają równoległe boki i zaokrąglony wierzchołek z drobno powrębianą krawędzią wierzchołkową i wydłużonymi w niewielki, ostry kolec kątami przyszwowymi. Ubarwienie pokryw jest niebieskawozielone, z wyjątkiem samych krawędzi bez połysku metalicznego, każda z białą przepaską obejmującą bark, biegnącą wzdłuż zewnętrznego brzegu, gwałtownie rozszerzającą się w ⅔ i zlewającą się w tyle z plamką półksiężycowatą. Powierzchnia pokryw jest bardzo drobno i gęsto punktowana, pozbawiona ziarenkowania i dołkowania.
Spód ciała jest metalicznie zielony, na sternitach nieco rudziejący, wyraźnie porośnięty białymi włoskami. Białe włoski występują także na biodrach, ale nie na krętarzach. Odnóża są ciemnożółtawe z ciemniejszymi szczytami ud i goleni oraz całymi stopami. Z powierzchni odnóży sterczą liczne białe szczecinki.

## Rozprzestrzenienie
Gatunek neotropikalny, endemiczny dla Kuby.